# 劝善惩恶部 (阿富汗)
劝善惩恶部（阿拉伯语：‎），又译作扬善抑恶局或劝善惩恶协会，是阿富汗负责执行塔利班规定的伊斯兰教法的機構。它最初由1992年的阿富汗伊斯兰国拉巴尼政权建立，并由塔利班在1996年至2001年第一次掌權以及2021年至今第二次掌權所使用。 

## 历史
劝善惩恶部成立于塔利班接管喀布尔时的1996年，並且得到了沙特阿拉伯的大量补贴和培训。該部門负责严格执行伊斯兰教法，例如禁止巫术和美式发型，强制民眾参加祈祷，以及要求男性不得修剪胡须。劝善惩恶部执法人员還会在街头公开鞭打没有男性亲属陪同、独自行走的妇女。
该部门在塔利班2001年被驱逐时关闭，但“正统信仰派”的拥护者，阿富汗伊斯兰共和国最高法院首席法官辛瓦里于2003年恢复名为“朝拜和宗教事务部”的内阁部门。2006年，卡尔扎伊政府提交了法律草案，以在“朝拜和宗教事务部”下成立一个新部门，专门负责“劝善惩恶”。“朝拜和宗教事务部”部长加兹·苏莱曼·哈默德（Ghazi Suleiman Hamed）表示，新部门的运作将比塔利班的运作更为温和。“朝拜和宗教事务部”部长内马图拉·沙赫拉尼表示，尽管阿富汗的刑法已经解决了这些问题，但新部门仍将专注于酒精，毒品，犯罪和腐败。据人权观察称，恢复“劝善惩恶部”将对妇女权利产生负面影响，而妇女是该国发展的主要支柱。阿富汗女性国會議員舒克莉亚·巴拉克宰在该法律草案中看到了塔利班时代的遗风。美国国际宗教自由委员会主席菲利斯·D·盖尔表示，美国坚决反对恢复“惩恶扬善部”，称其违反了宗教自由权。
2021年9月19日，塔利班政權將原共和国时代的妇女事务部改回以前的劝善惩恶部。

## 描述
在艾哈迈德·拉希德撰写的《塔利班》一书中，劝善惩恶部是塔利班时代的劝善惩恶部长毛拉韦·穆罕默德·加拉姆丁偏爱的宗教仪式部门。 
在1990年代塔利班掌权时期，劝善惩恶部负责执行塔利班定义的伊斯兰规则（依据哈乃斐派原则）。当时，该部门的宗教警察突袭街道，逮捕没有完全遮盖头部的妇女和听音乐的平民。
2021年伊斯兰酋长国复辟後，劝善惩恶部负责打击阿富汗人的非伊斯兰行为，如禁酒、强制佩戴头巾和取缔童戏等，并下令阿富汗女性须在男性近亲陪同下方可长途旅行。